# Підлип'я
Підлип'я (біл. вёска Падліп'е) — село в складі Смолевицького району Мінської області, Білорусь. Село підпорядковане Курганській сільській раді, розташоване в центральній частині області.